# 康怡廣場

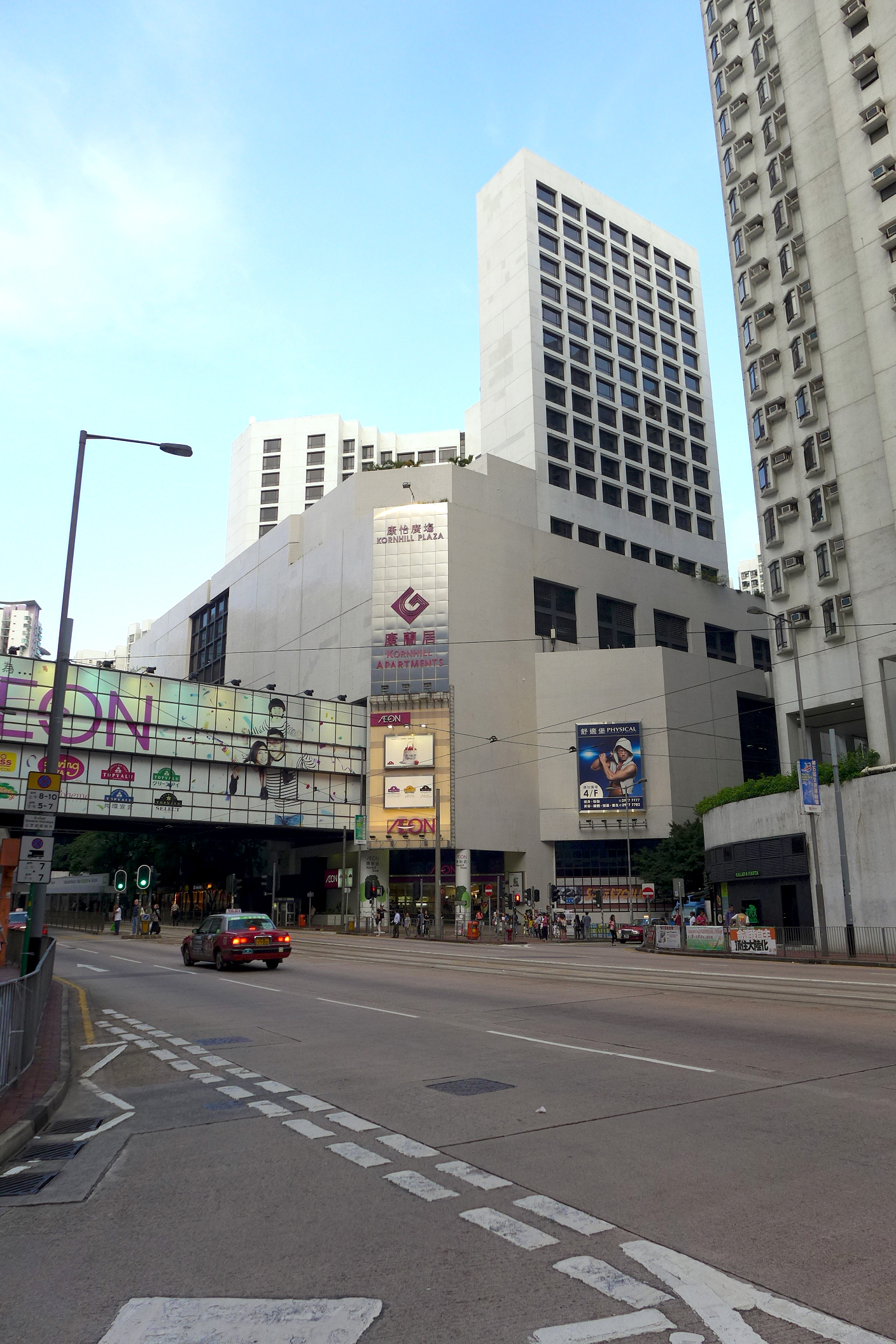
康怡廣場（南）

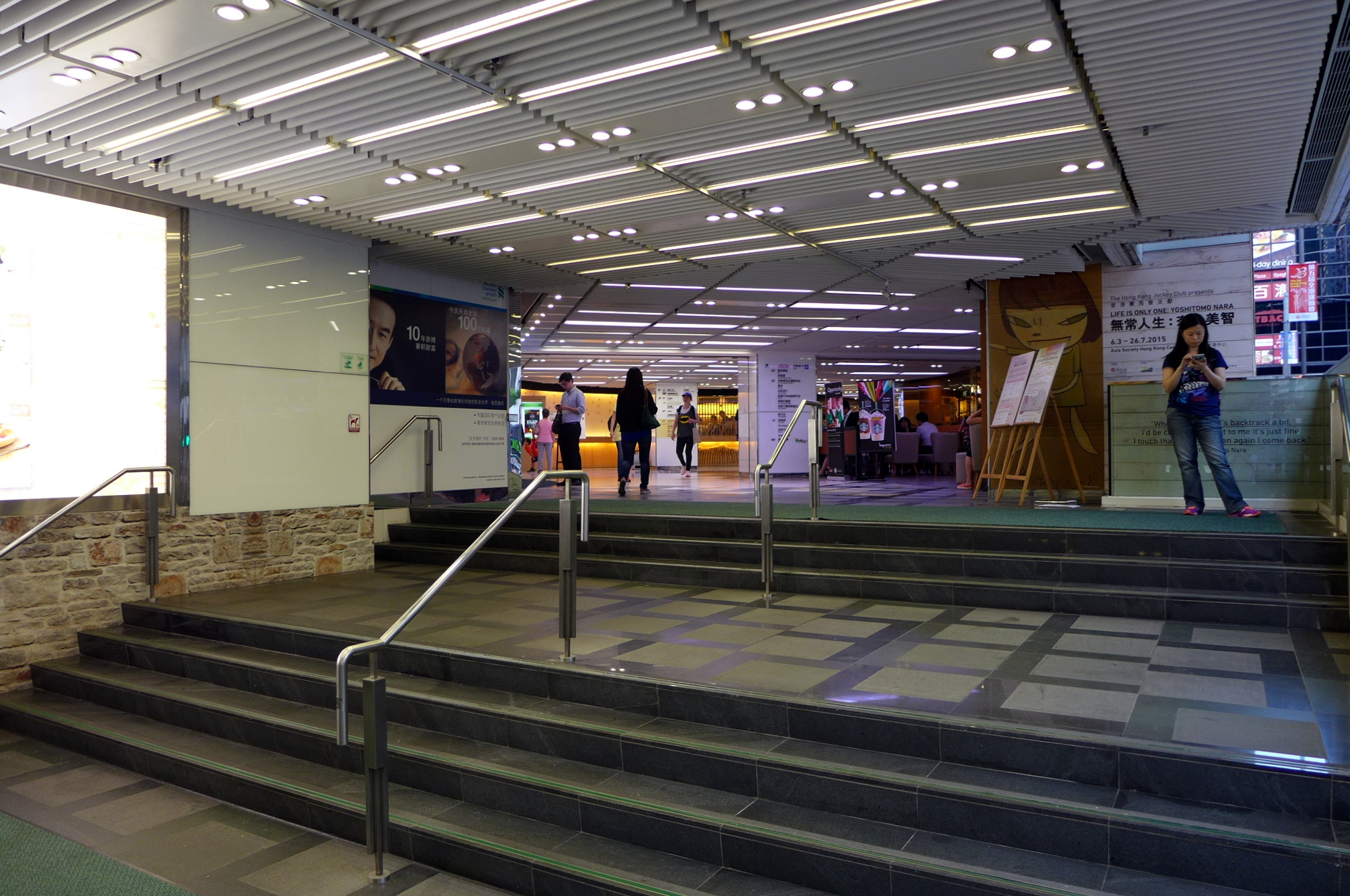
康怡廣場（北座）入口

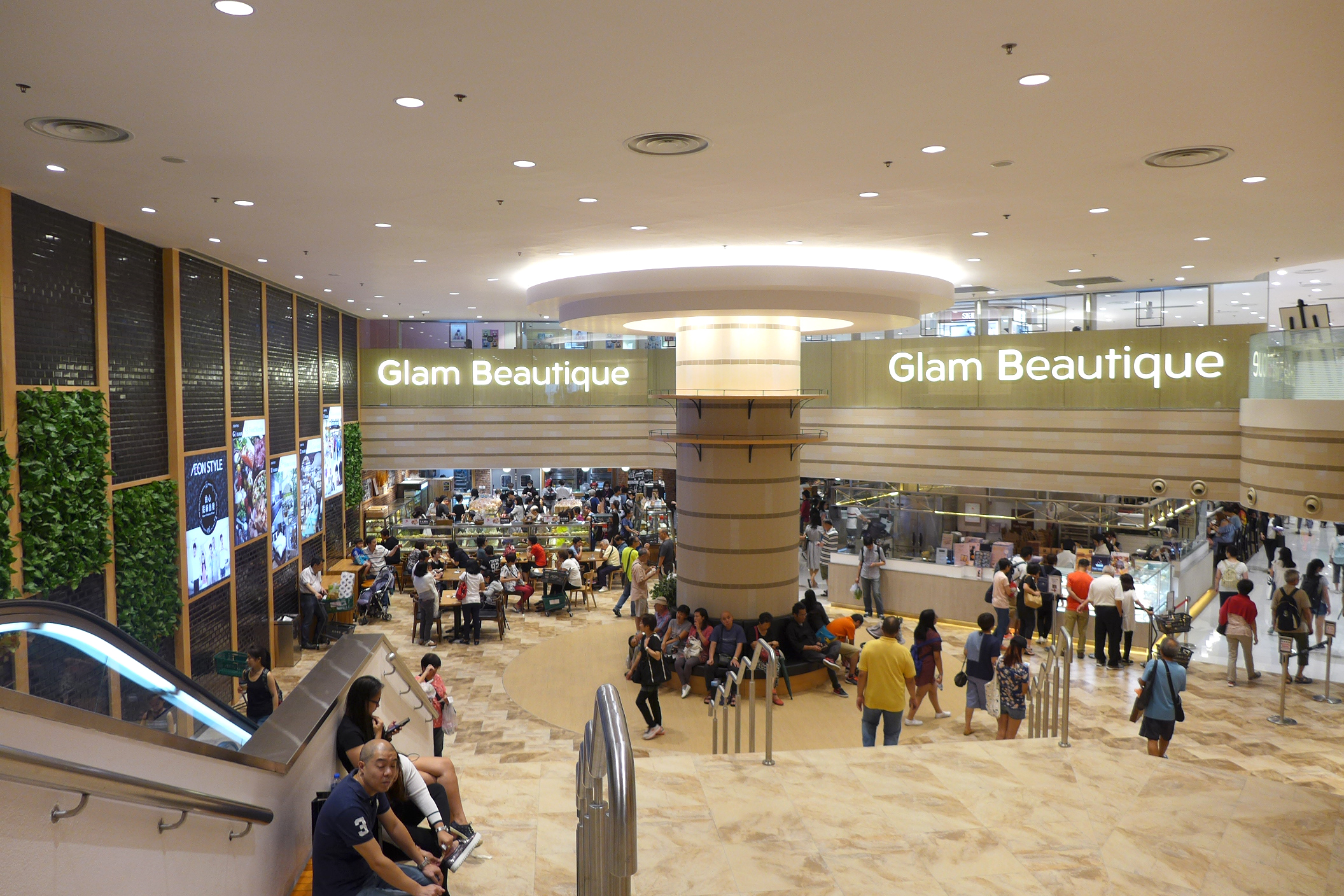
康怡廣場AEON Style

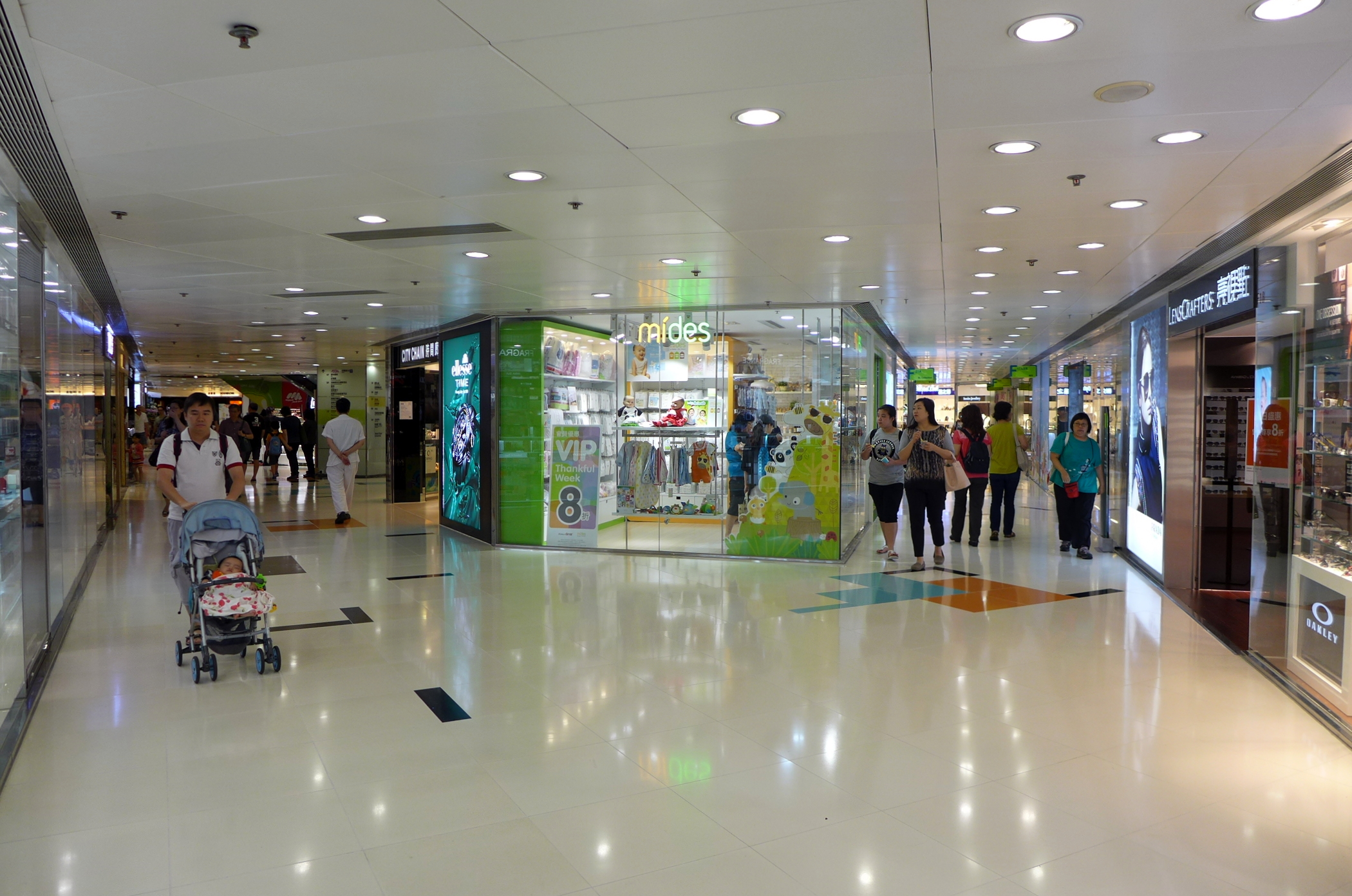
康怡廣場1樓商店

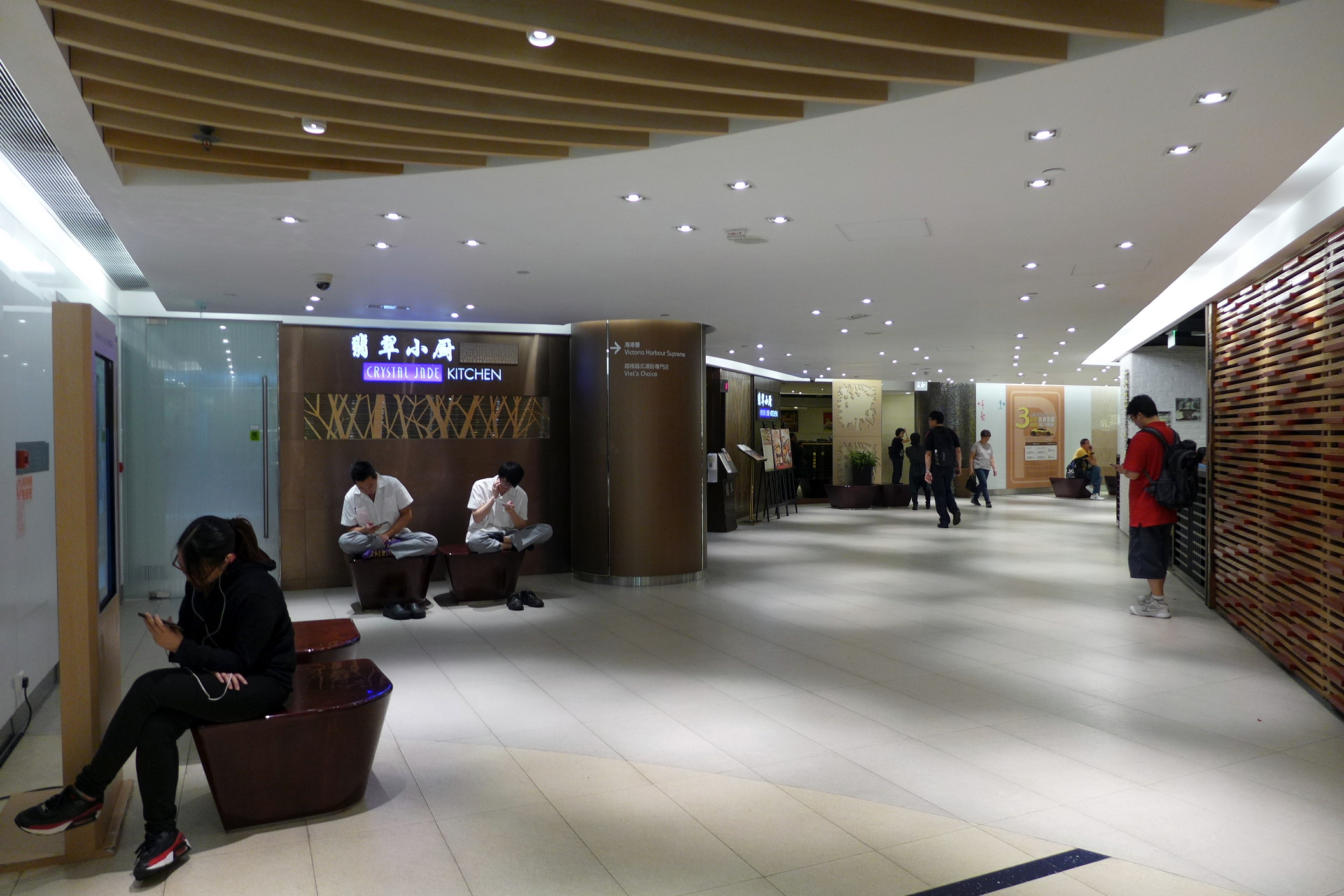
康怡廣場3樓餐廳

康怡廣場（英語：Kornhill Plaza）位於香港島鰂魚涌康山道1-2號，於1987年11月開幕（38年前），由恒隆地產管理。商場分南、北兩座，南座有AEON等，北座則有小型商店和食肆。

## 北座
太古站A2出口面正是康怡廣場北座（康山道1號），地下經翻新後為食肆，租戶包括美心西餅、元氣壽司、星巴克、和民居食屋、Mr. Steak Seafood.Steak、美心MX和A-1 Bakery。這裏除自動電梯外，另有直達（3/F）的升降機。
在閣樓（M/F），租戶包括Fresh 新鮮生活、玉桃軒酒家、上海姥姥、茶木、alfafa和辦公大樓升降機大堂。
一樓設兩條通往南座二樓的天橋，又有各種小型店舖，當中較為人熟悉的店舖有余仁生、品越、抹茶館、莎莎等。在其中一條天橋，有樓梯直達電車站。在這層，並有通往康山花園的通道和到康山道的樓梯。
一樓平台設有基督教康山中英文幼稚園 （页面存档备份，存于）
二樓設兩條通往南座三樓的天橋，主要商店和食肆包括商務印書館、大快活、一葉家、生活提案、豐澤電器、中原電器等。
三樓為食肆專層，食肆包括海港薈、金公館、菜菜鍋及泰國料理餐廳。

## 南座
南座的地下至三樓（G/F-3/F）為AEON STYLE，四樓（4/F）有一些小型商鋪和停車場入口。
一樓（1/F）為停車場繳費處，而六樓至八樓（6/F-8/F）為停車場。
九樓（9/F）為Waterfall Sports & Wellness及康蘭居的其中一個入口，二樓（2/F）亦能通往康蘭居。在地下（G/F）中門的入口，有升降機直達九樓（9/F），乘這升降機可到一樓（1/F）往港鐵站或巴士站，而東門更在港鐵站和巴士站隔鄰。西門入口隔鄰亦有升降機，但不停四樓（4/F）及九樓（9/F）。
除AEON百貨外，每層近天橋的位置，都有一些小型商鋪，如快圖美等。

## 康蘭居

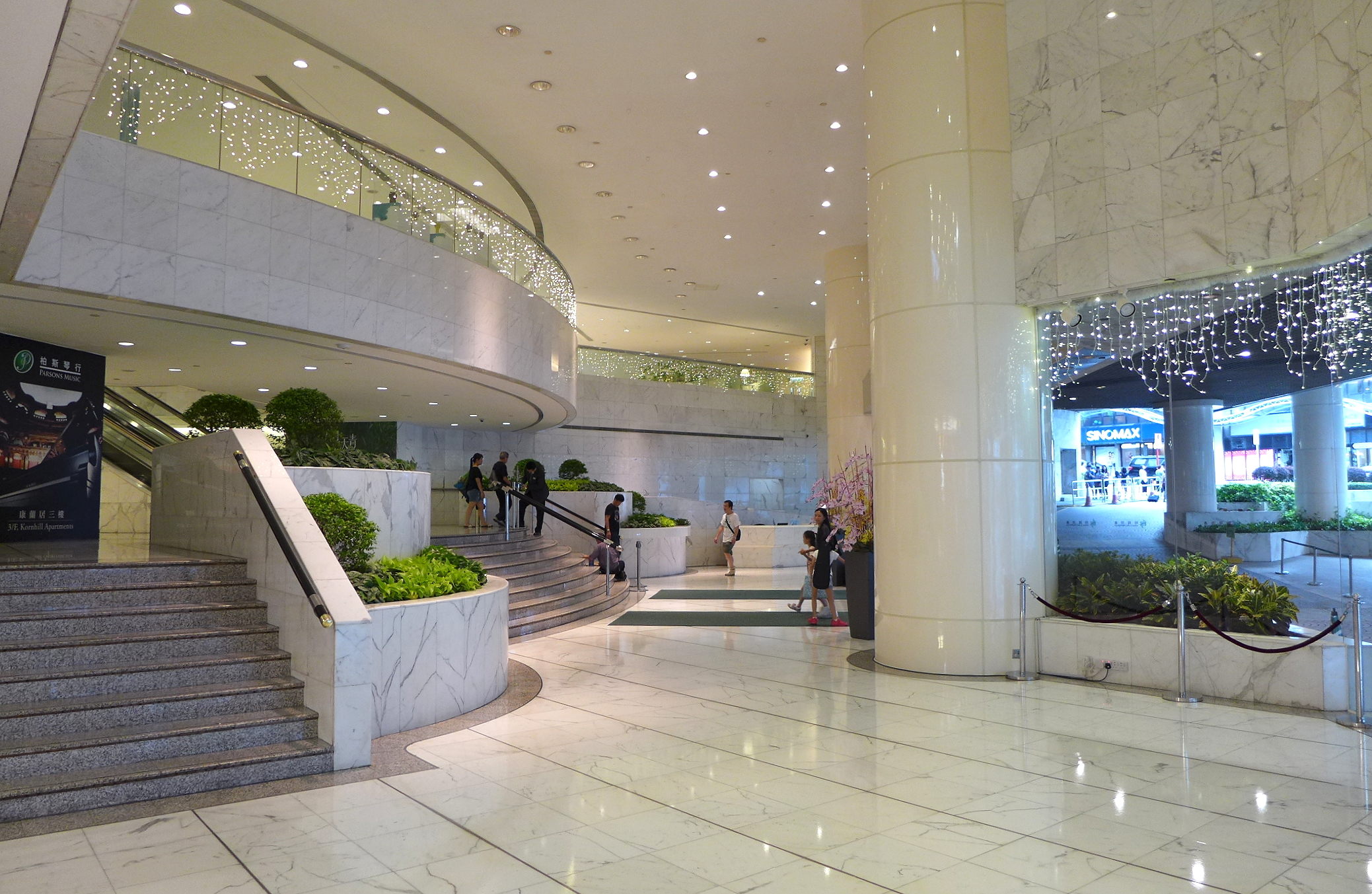
康蘭居大堂

康蘭居原為格蘭酒店，發展商2003年斥資近2000萬元，重新裝修內櫳後才出租改裝成服務式住宅，設有450間客房，由最細的410方呎開放式設計單位，至逾1000方呎的3房間隔。2樓與AEON連接；3樓則設有柏斯琴行和管理處；9樓則設有Waterfall Sports & Wellness。

## 康怡商業中心
康怡商業中心設有多間診所、辦公室和補習社（康怡學林），可經康怡廣場北座閣樓到達中心大堂。

## 樓層
南座和北座的樓層名稱都不一樣。
| 北座 | 南座 |
| ---- | ---- |
| G/F  | G/F  |
| M/F  | 1/F  |
| 1/F  | 2/F  |
| 2/F  | 3/F  |
| 3/F  | 4/F  |

## 鄰近
- 康山花園
- 康怡花園

## 外部連結
- 恒隆地產-康怡廣場介紹頁 （页面存档备份，存于）（繁體中文）